# كريم الولادي
كريم الولادي (23 سبتمبر 1994 في المغرب -) هو لاعب كرة قدم مغربي في الدفاع .

## روابط خارجية
- كريم الولادي على موقع قاعدة بيانات كرة القدم.إي يو (الإنجليزية)